# Rogers (Arkansas)
Rogers és una població dels Estats Units a l'estat d'Arkansas. Segons el cens del 2008 tenia 56.726 habitants.

## Demografia
Segons el cens del 2000, Rogers tenia 38.829 habitants, 14.005 habitatges, i 10.209 famílies. La densitat de població era de 447,1 habitants/km².
Dels 14.005 habitatges en un 39,4% hi vivien nens de menys de 18 anys, en un 58,4% hi vivien parelles casades, en un 10,1% dones solteres, i en un 27,1% no eren unitats familiars. En el 22,2% dels habitatges hi vivien persones soles el 8,9% de les quals corresponia a persones de 65 anys o més que vivien soles. El nombre mitjà de persones vivint en cada habitatge era de 2,74 i el nombre mitjà de persones que vivien en cada família era de 3,21.
Per edats la població es repartia de la següent manera: un 29,4% tenia menys de 18 anys, un 9% entre 18 i 24, un 31,5% entre 25 i 44, un 18,3% de 45 a 60 i un 11,8% 65 anys o més.
L'edat mediana era de 32 anys. Per cada 100 dones de 18 o més anys hi havia 91,5 homes.
La renda mediana per habitatge era de 40.474 $ i la renda mediana per família de 45.876 $. Els homes tenien una renda mediana de 30.911 $ mentre que les dones 22.020 $. La renda per capita de la població era de 19.761 $. Entorn del 9,4% de les famílies i el 12,8% de la població estaven per davall del llindar de pobresa.

## Poblacions més properes
El següent diagrama mostra les poblacions més properes.